# Pseudotyphula
Pseudotyphula es un género de hongos en la familia Marasmiaceae. Es un género monotípico su única especie es Pseudotyphula ochracea, propia de América del Norte. El género fue circunscrito por el micólogo E.J.H. Corner en 1953.